# Potenciômetro
Um potenciómetro (português europeu) ou potenciômetro (português brasileiro) pronúncia em português: [potẽci'õmetɾu] é um componente eletrônico que possui resistência elétrica ajustável (elemento resistivo), que possui normalmente três terminais onde a conexão central é deslizante e manipulável via cursor móvel. Se todos os três terminais são usados, ele atua como um divisor de tensão.
O potenciômetro consiste em um elemento resistivo, chamado de “pista”, ou “trilha”, e de um cursor móvel, que se movimenta ao longo de um eixo, rotatório ou linear. De acordo com a posição desse cursor ao longo do eixo, a resistência obtida será diferente, dentro de certos limites característicos do componente em questão.
Existem comercialmente, potenciômetros confeccionados com substrato em Fio e Carvão condutivo, a depender da corrente elétrica que circula nestes. Há potenciômetros cujo giro é de 270 graus e outros de maior precisão chamados multivoltas.
Exemplo de especificação de potenciômetro linear: 50 KΩ, ou seja, de 50.000 ohms, linear.
Os potenciômetros lineares possuem curva de variação de resistência constante (Linear) em relação ao ângulo de giro do eixo. Os potenciômetros logarítmicos, por sua vez, apresentam uma variação de resistência ao ângulo de giro do eixo mais adaptada à curva de resposta de audibilidade do ouvido humano.

## História
O potenciômetro foi inventado em 1841, pelo físico alemão Johann Christian Poggendorff (1796-1877).

## Tipos
- Simples
- Duplo ou ganged pots: são dois potenciômetros, de valores iguais ou diferentes, montados em uma mesma estrutura, podendo ser acionados por eixos independentes ou por um único eixo.
- Micro: Utilizado em placas de circuito de um equipamento eletrônico.
- Trimmer ou trimpot : É um tipo especial de potenciômetro geralmente montado diretamente sobre uma placa de circuito impresso e cuja função é permitir "ajuste fino" do nível do sinal elétrico durante a montagem e teste de um equipamento eletrônico.
- Deslizante ou fader/slider: é um potenciômetro que em vez de um eixo rotatório possui uma pista retilínea por onde o cursor pode ser deslizado para cima/baixo (ou esquerda/direita, dependendo da instalação). É muito empregado em equipamentos de áudio como mixers e equalizadores.
- Multivoltas: a maioria dos potenciômetros rotatórios construídos para controle manual (girando-se o eixo) oferecem um ângulo de rotação total de cerca de 270º, ou 3/4 de uma volta completa.

- Roda: é um pequeno potenciômetro giratório que deve ser ajustado raramente por meio de um pequeno botão giratório

## Construção
Os potenciômetros consistem em um elemento resistivo, um contato deslizante (limpador) que se move ao longo do elemento, fazendo bom contato elétrico com uma parte dele, terminais elétricos em cada extremidade do elemento, um mecanismo que move o limpador de uma extremidade para a outra , e um compartimento contendo o elemento e limpador.
Muitos potenciômetros baratos são construídos com um elemento resistivo (B no desenho em corte) formado em um arco de círculo geralmente um pouco menos do que uma volta completa e um limpador (C) deslizando sobre este elemento quando girado, fazendo contato elétrico. O elemento resistivo pode ser plano ou angular. Cada extremidade do elemento resistivo é conectada a um terminal (E, G) na caixa. O limpador é conectado a um terceiro terminal (F), geralmente entre os outros dois. Em potenciômetros de painel, o limpador geralmente é o terminal central de três. Para potenciômetros de uma volta, este limpador normalmente se desloca um pouco menos de uma revolução ao redor do contato. O único ponto de entrada de contaminação é o espaço estreito entre o eixo e o alojamento no qual ele gira.
Outro tipo é o potenciômetro deslizante linear, que possui um limpador que desliza ao longo de um elemento linear em vez de girar. A contaminação pode potencialmente entrar em qualquer lugar ao longo da abertura em que o controle deslizante se move, tornando a vedação eficaz mais difícil e comprometendo a confiabilidade a longo prazo. Uma vantagem do potenciômetro do controle deslizante é que a posição do controle deslizante fornece uma indicação visual de sua configuração. Enquanto a configuração de um potenciômetro rotativo pode ser vista pela posição de uma marca no botão, uma série de controles deslizantes pode dar uma impressão visual das configurações como em um equalizador gráfico ou faders em um console de mixagem .
O elemento resistivo de potenciômetros baratos geralmente é feito de grafite . Outros materiais usados incluem fio de resistência, partículas de carbono em plástico e uma mistura de cerâmica / metal chamada cermet . Os potenciômetros de pista condutiva usam pastas de resistor de polímero condutor que contêm resinas e polímeros resistentes ao desgaste, solventes e lubrificantes, além do carbono que fornece as propriedades condutoras.
Os potenciômetros multivoltas também são operados girando um eixo, mas por várias voltas em vez de menos de uma volta completa. Alguns potenciômetros multivoltas têm um elemento resistivo linear com um contato deslizante movido por um parafuso de avanço; outros têm um elemento resistivo helicoidal e um limpador que gira em 10, 20 ou mais revoluções completas, movendo-se ao longo da hélice conforme ela gira. Potenciômetros multivoltas, acessíveis ao usuário e predefinidos, permitem ajustes mais precisos; a rotação através do mesmo ângulo altera a configuração em um décimo mais do que em um potenciômetro rotativo simples.
Um potenciômetro linear é um potenciômetro multivoltas operado por um carretel de fio conectado que gira contra uma mola, permitindo que ele converta a posição linear em uma resistência variável.
Os potenciômetros rotativos acessíveis ao usuário podem ser equipados com uma chave que opera normalmente no extremo anti-horário da rotação. Antes que a eletrônica digital se tornasse a norma, tal componente era usado para permitir que receptores de rádio e televisão e outros equipamentos fossem ligados no volume mínimo com um clique audível, então o volume aumentava, girando um botão. Vários elementos de resistência podem ser agrupados com seus contatos deslizantes no mesmo eixo, por exemplo, em amplificadores de áudio estéreo para controle de volume. Em outras aplicações, como dimmers de luz doméstica , o padrão de uso normal é melhor satisfeito se o potenciômetro permanecer definido em sua posição atual, de modo que o interruptor seja operado por uma ação de pressão, alternadamente ligado e desligado, por pressões axiais do botão.
Outros estão incluídos no equipamento e devem ser ajustados para calibrar o equipamento durante a fabricação ou reparo, e não devem ser tocados de outra forma. Eles geralmente são fisicamente muito menores do que os potenciômetros acessíveis ao usuário e podem precisar ser operados por uma chave de fenda em vez de ter um botão. Eles são geralmente chamados de "potenciômetros predefinidos" ou "potenciômetros de compensação". Alguns presets são acessíveis por uma pequena chave de fenda enfiada em um orifício na caixa para permitir manutenção sem desmontar.

Relação resistência-posição: "cone"
A relação entre a posição do controle deslizante e a resistência, conhecida como "taper" ou "lei", é controlada pelo fabricante. Em princípio, qualquer relação é possível, mas para a maioria dos propósitos, os potenciômetros lineares ou logarítmicos (também conhecidos como "taper de áudio") são suficientes.
Um código de letra pode ser usado para identificar qual cone é usado, mas as definições do código de letra não são padronizadas. Os potenciômetros fabricados na Ásia e nos Estados Unidos são geralmente marcados com um "A" para conicidade logarítmica ou um "B" para conicidade linear; "C" para o afunilamento logarítmico reverso raramente visto. Outros, particularmente aqueles da Europa, podem ser marcados com um "A" para afunilamento linear, um "C" ou "B" para afilamento logarítmico, ou um "F" para afilamento logarítmico reverso.[3] O código usado também varia entre os diferentes fabricantes. Quando uma porcentagem é referenciada com um cone não linear, ela se relaciona ao valor da resistência no ponto médio da rotação do eixo. Um afunilamento logarítmico de 10% mediria, portanto, 10% da resistência total no ponto médio da rotação; ou seja, o afunilamento logarítmico de 10% em um potenciômetro de 10 kOhm produziria 1 kOhm no ponto médio. Quanto maior a porcentagem, mais íngreme é a curva de log. 
Cone potenciômetro linear
Um potenciômetro cônico linear ( linear descreve a característica elétrica do dispositivo, não a geometria do elemento resistivo) tem um elemento resistivo de seção transversal constante, resultando em um dispositivo onde a resistência entre o contato (limpador) e um terminal final é proporcional à distância entre eles. Potenciômetros cônicos lineares  são usados quando a razão de divisão do potenciômetro deve ser proporcional ao ângulo de rotação do eixo (ou posição do cursor), por exemplo, controles usados para ajustar a centralização da tela em um osciloscópio de raios catódicos analógico . Os potenciômetros de precisão têm uma relação precisa entre a resistência e a posição do controle deslizante.
Potenciômetro logarítmica
Um potenciômetro cônico logarítmico é um potenciômetro que possui uma polarização embutida no elemento resistivo. Basicamente, isso significa que a posição central do potenciômetro não é a metade do valor total do potenciômetro. O elemento resistivo é projetado para seguir um afilamento logarítmico, também conhecido como um expoente matemático ou perfil "quadrado". Um potenciômetro cônico logarítmico é construído com um elemento resistivo que "afunila" de uma extremidade à outra, ou é feito de um material cuja resistividade varia de uma extremidade à outra. Isso resulta em um dispositivo onde a tensão de saída é uma função logarítmica da posição do controle deslizante.
A maioria dos potenciômetros "log" (mais baratos) não são precisamente logarítmicos, mas usam duas regiões de resistência diferente (mas resistividade constante) para aproximar uma lei logarítmica. As duas trilhas resistivas se sobrepõem em aproximadamente 50% da rotação do potenciômetro; isso dá uma redução gradual logarítmica.  Um potenciômetro logarítmico também pode ser simulado (não muito precisamente) com um linear e um resistor externo. Os potenciômetros logarítmicos verdadeiros são significativamente mais caros.
Os potenciômetros afilados logarítmicos são freqüentemente usados para o volume ou nível do sinal em sistemas de áudio, pois a percepção humana do volume do áudio é logarítmica, de acordo com a lei de Weber-Fechner .

## Reostato
A maneira mais comum de variar a resistência em um circuito é usar um reostato . A palavra reostato foi cunhada por volta de 1845 por Sir Charles Wheatstone , do grego ῥέος rheos que significa "fluxo", e - στάτης - estados (de ἱστάναι histanai , "colocar, fazer parar") que significa "levantador, dispositivo regulador",  que é um resistor variável de dois terminais. O termo "reostato" está se tornando obsoleto, com o termo geral "potenciômetro" substituindo-o. Para aplicações de baixa potência (menos de cerca de 1 watt), um potenciômetro de três terminais é frequentemente usado, com um terminal desconectado ou conectado ao limpador.
Onde o reostato deve ser classificado para potência mais alta (mais de cerca de 1 watt), ele pode ser construído com um fio de resistência enrolado em um isolador semicircular, com o limpador deslizando de uma volta do fio para a próxima. Às vezes, um reostato é feito de fio de resistência enrolado em um cilindro resistente ao calor, com o controle deslizante feito de vários dedos de metal que se agarram levemente em uma pequena parte das voltas do fio de resistência. Os "dedos" podem ser movidos ao longo da bobina do fio de resistência por um botão deslizante, mudando assim o ponto de "toque". Reostatos enrolados por fio feitos com classificações de até vários milhares de watts são usados em aplicações como motores DC, controles de soldagem elétrica ou em controles de geradores. A classificação do reostato é fornecida com o valor total da resistência e a dissipação de energia permitida é proporcional à fração da resistência total do dispositivo no circuito. Reostatos de pilha de carbono são usados como bancos de carga para testar baterias de automóveis e fontes de alimentação.

## Potenciômetro digital
Um potenciômetro digital (geralmente chamado de digipot) é um componente eletrônico que imita as funções de potenciômetros analógicos. Por meio de sinais de entrada digital, a resistência entre dois terminais pode ser ajustada, assim como em um potenciômetro analógico. Existem dois tipos funcionais principais: voláteis, que perdem sua posição definida se a energia for removida e geralmente são projetados para inicializar na posição mínima, e não voláteis, que mantêm sua posição definida usando um mecanismo de armazenamento semelhante à memória flash ou EEPROM .
O uso de um digipot é muito mais complexo do que o de um potenciômetro mecânico simples e há muitas limitações a serem observadas; no entanto, eles são amplamente utilizados, muitas vezes para ajustes de fábrica e calibração de equipamentos, especialmente onde as limitações dos potenciômetros mecânicos são problemáticas. Um digipot é geralmente imune aos efeitos de vibração mecânica moderada de longo prazo ou contaminação ambiental, na mesma medida que outros dispositivos semicondutores, e pode ser protegido eletronicamente contra adulteração não autorizada, protegendo o acesso às suas entradas de programação por vários meios.
Em equipamentos que possuem um microprocessador, FPGA ou outra lógica funcional que pode armazenar configurações e recarregá-las no "potenciômetro" toda vez que o equipamento é ligado, um DAC multiplicador pode ser usado no lugar de um digipot, e isso pode oferecer maior configuração resolução, menos variação com a temperatura e mais flexibilidade operacional.

## Potenciômetros de membrana
Um potenciômetro de membrana usa uma membrana condutiva que é deformada por um elemento deslizante para entrar em contato com um divisor de tensão do resistor. A linearidade pode variar de 0,50% a 5% dependendo do material, projeto e processo de fabricação. A precisão de repetição é normalmente entre 0,1 mm e 1,0 mm com uma resolução teoricamente infinita. A vida útil desses tipos de potenciômetros é normalmente de 1 milhão a 20 milhões de ciclos, dependendo dos materiais usados durante a fabricação e do método de atuação; métodos de contato e sem contato (magnéticos) estão disponíveis (para detectar a posição). Muitas variações de materiais diferentes estão disponíveis, como PET, FR4 e Kapton. Os fabricantes de potenciômetros de membrana oferecem variações lineares, rotativas e específicas da aplicação. As versões lineares podem variar de 9 mm a 1000 mm de comprimento e as versões rotativas variam de 20 a 450 mm de diâmetro, com cada uma tendo uma altura de 0,5 mm. Potenciômetros de membrana podem ser usados para detecção de posição. 
Para dispositivos com tela de toque que usam tecnologia resistiva, um potenciômetro de membrana bidimensional fornece as coordenadas xey. A camada superior é um vidro fino espaçado próximo a uma camada interna vizinha. A parte inferior da camada superior tem um revestimento condutor transparente; a superfície da camada abaixo dela tem um revestimento resistivo transparente. Um dedo ou caneta deforma o vidro para entrar em contato com a camada subjacente. As bordas da camada resistiva têm contatos condutores. A localização do ponto de contato é feita aplicando-se uma tensão às bordas opostas, deixando as outras duas bordas temporariamente desconectadas. A voltagem da camada superior fornece uma coordenada. Desconectar essas duas bordas e aplicar voltagem às outras duas, anteriormente não conectadas, fornece a outra coordenada. Alternar rapidamente entre pares de arestas fornece atualizações de posição frequentes. 
As vantagens de tais sensores são que apenas cinco conexões para o sensor são necessárias e a eletrônica associada é comparativamente simples. Outra é que qualquer material que comprima a camada superior sobre uma pequena área funciona bem. Uma desvantagem é que força suficiente deve ser aplicada para fazer o contato. Outra é que o sensor requer calibração ocasional para combinar a localização de toque com a tela subjacente. (Sensores capacitivos não requerem calibração ou força de contato, apenas a proximidade de um dedo ou outro objeto condutor. No entanto, eles são significativamente mais complexos.)

## Aplicações
Os potenciômetros raramente são usados para controlar diretamente quantidades significativas de energia (mais de um watt ou mais). Em vez disso, eles são usados para ajustar o nível de sinais analógicos (por exemplo, controles de volume em equipamentos de áudio ) e como entradas de controle para circuitos eletrônicos. Por exemplo, um dimmer de luz usa um potenciômetro para controlar a comutação de um TRIAC e indiretamente para controlar o brilho das lâmpadas.
Os potenciômetros predefinidos são amplamente usados em toda a parte eletrônica, sempre que ajustes devem ser feitos durante a fabricação ou manutenção.
Os potenciômetros acionados pelo usuário são amplamente usados como controles do usuário e podem controlar uma grande variedade de funções do equipamento. O uso generalizado de potenciômetros em eletrônicos de consumo diminuiu na década de 1990, com codificadores incrementais rotativos , botões para cima / para baixo e outros controles digitais agora mais comuns. No entanto, eles permanecem em muitas aplicações, como controles de volume e sensores de posição.
Televisão
Os potenciômetros eram usados anteriormente para controlar o brilho, contraste e resposta de cor da imagem. Um potenciômetro era frequentemente usado para ajustar a "retenção vertical", que afetava a sincronização entre o circuito de varredura interno do receptor (às vezes um multivibrador ) e o sinal de imagem recebido, junto com outras coisas, como deslocamento da portadora de áudio e vídeo, frequência de sintonia (para push - conjuntos de botões) e assim por diante. Também ajuda na modulação da frequência das ondas.
Controle de movimento
Os potenciômetros podem ser usados como dispositivos de realimentação de posição para criar um controle de "malha fechada", como em um servomecanismo . Este método de controle de movimento usado no Motor DC é o método mais simples de medir o ângulo, velocidade e deslocamento.
Transdutores
Os potenciômetros também são amplamente usados como parte dos transdutores de deslocamento devido à simplicidade de construção e porque podem fornecer um grande sinal de saída.
Computação
Em computadores analógicos , potenciômetros de alta precisão são usados para dimensionar resultados intermediários por fatores constantes desejados ou para definir condições iniciais para um cálculo. Um potenciômetro motorizado pode ser usado como um gerador de função , usando um cartão de resistência não linear para fornecer aproximações para funções trigonométricas. Por exemplo, a rotação do eixo pode representar um ângulo e a taxa de divisão de tensão pode ser proporcional ao cosseno do ângulo.

## Exemplos de uso
Tem-se uma fonte de alimentação de 12V. Pretende-se ativar um circuito que necessita de 8V e outro que necessita de 4V. Coloca-se um potenciômetro com seu terminal central conectado ao positivo (+) da fonte e os outros dois conectados aos circuitos e, então, basta regular.
Letra A (Logarítmico) –  É o potenciômetro que fecha praticamente todo o som logo no começo do curso do eixo. Normalmente é utilizado no Volume.
Letra B (Linear) –  É o potenciômetro que fecha o som mais lentamente. Quando você gira o eixo até a metade do seu curso, ele fechará metade do som. Mais utilizados em controle de tonalidade (graves, médios e agudos).
Potenciômetro deslizante – É utilizado em Mixers de DJ's e em Mesas de som para ajustes.
Porém, temos de tomar muito cuidado ao lidar com equipamentos antigos, pois os potenciômetros neles contidos podem usar um código diferente, arcaico, que corresponde ao seguinte:
Letra A (Linear)
Letra C (Logarítmico)
Letra F (Antilogarítmico)

## Galeria de imagens

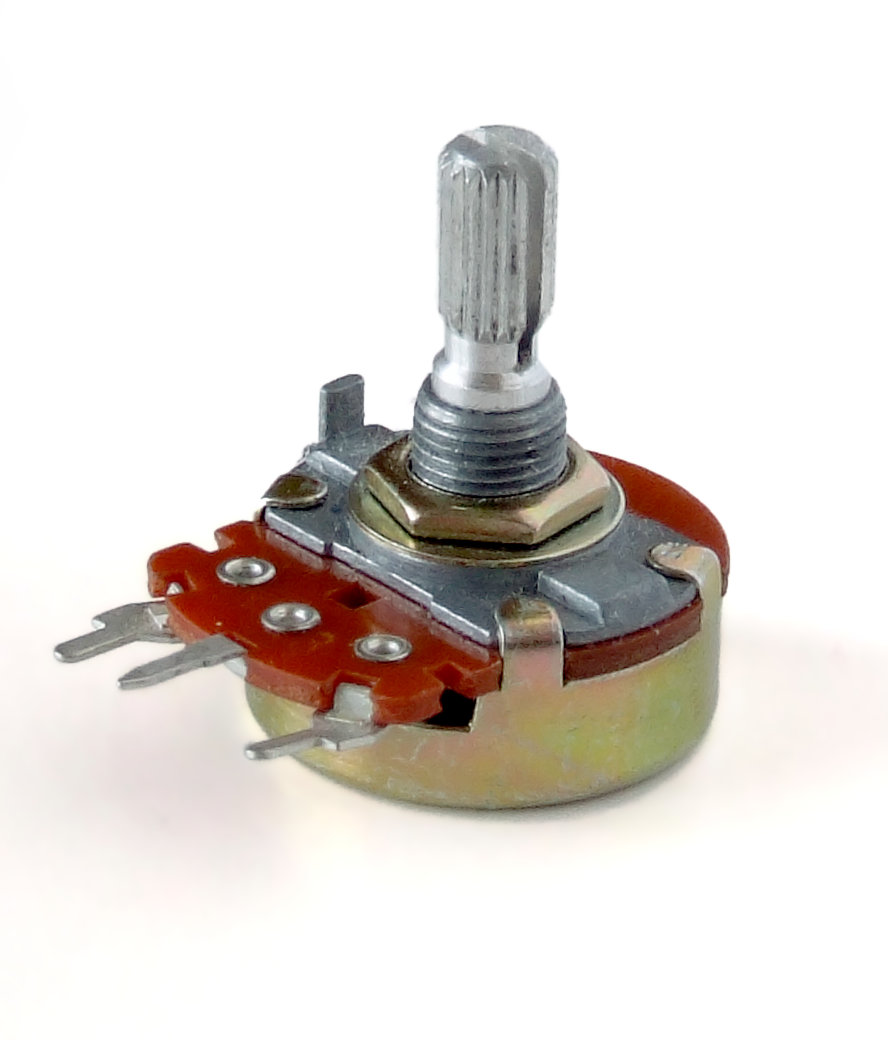
Potenciômetro Linear.
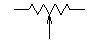
Símbolo esquemático de um potenciômetro.
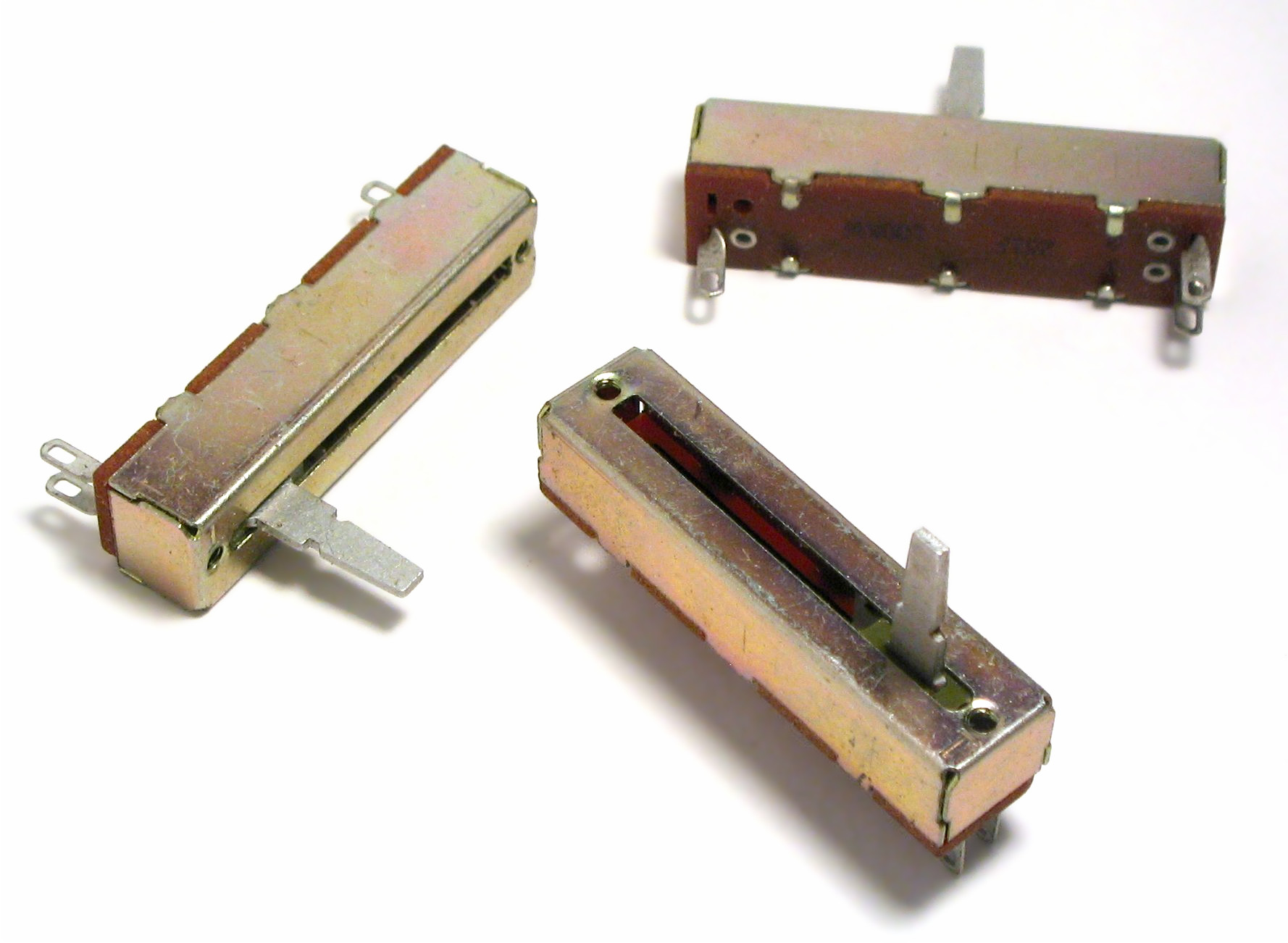
Potenciômetros deslizantes (Faders/Slider).
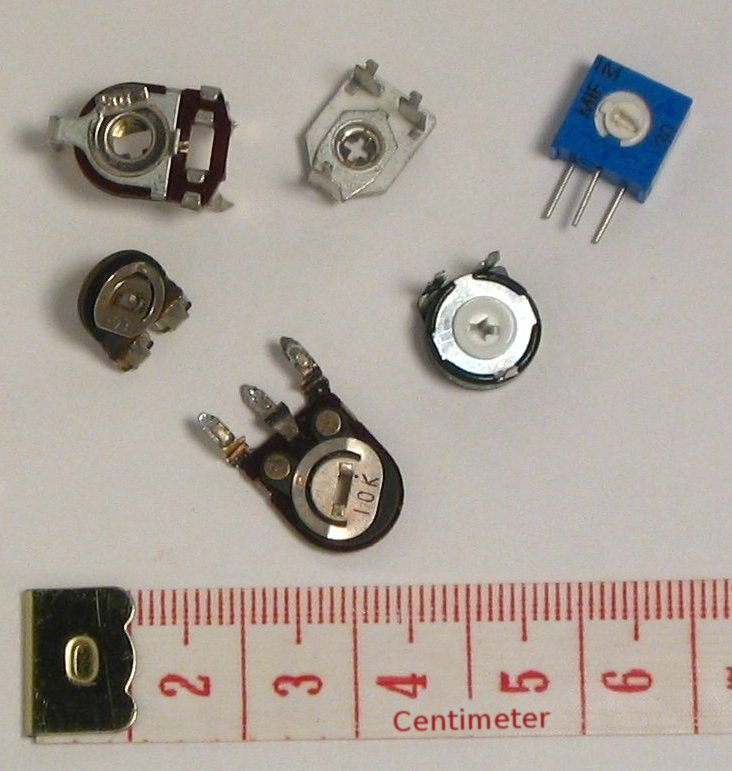
Trimmers (Potenciômetros multivoltas).
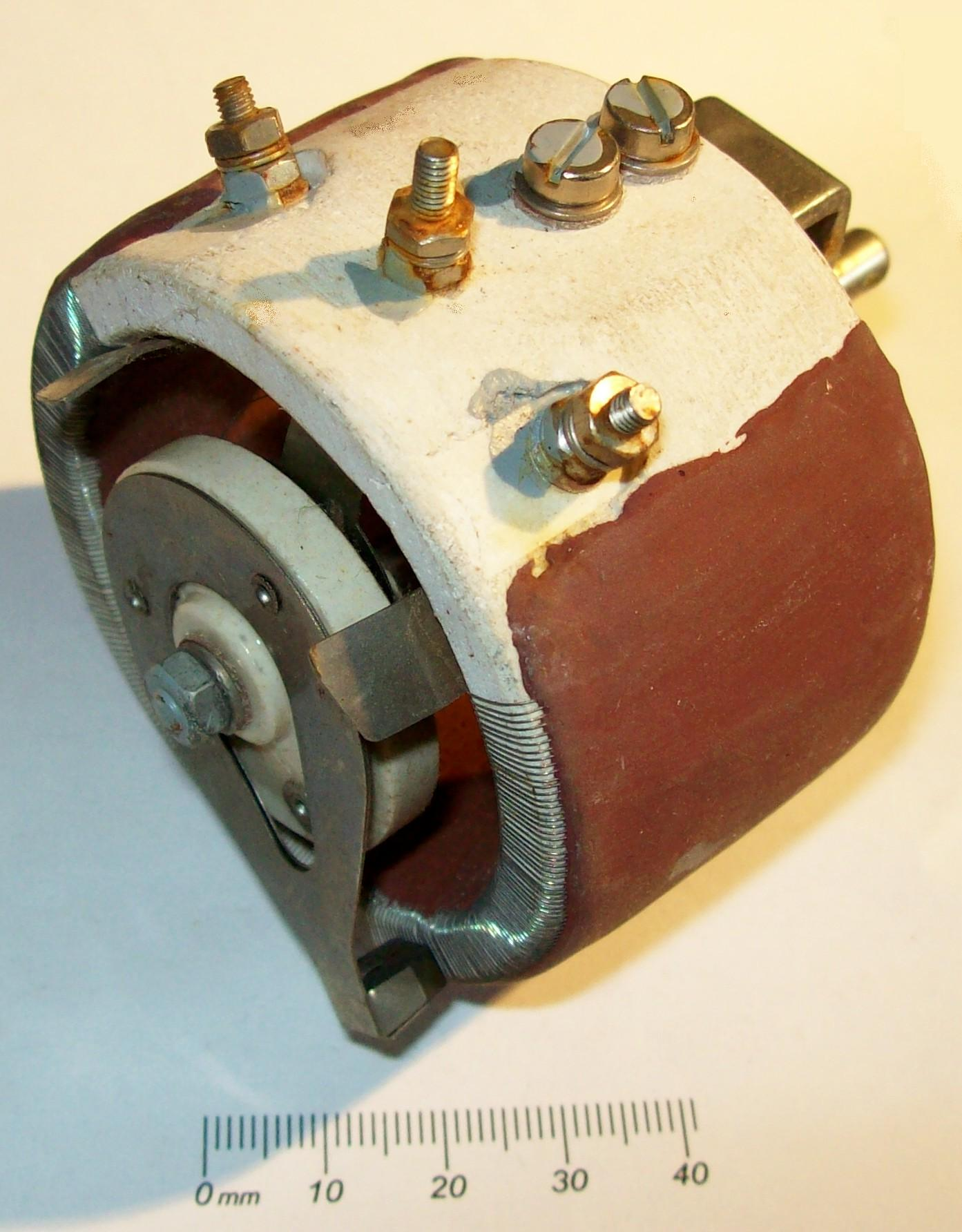
Potenciômetro de potência.

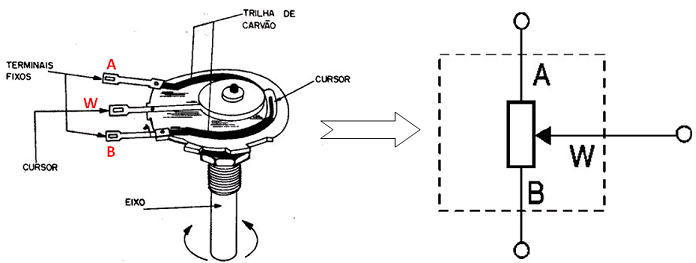
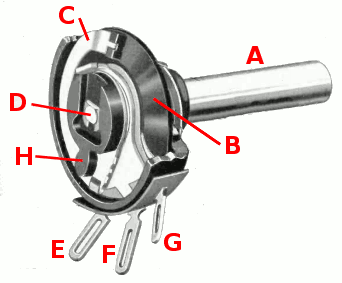
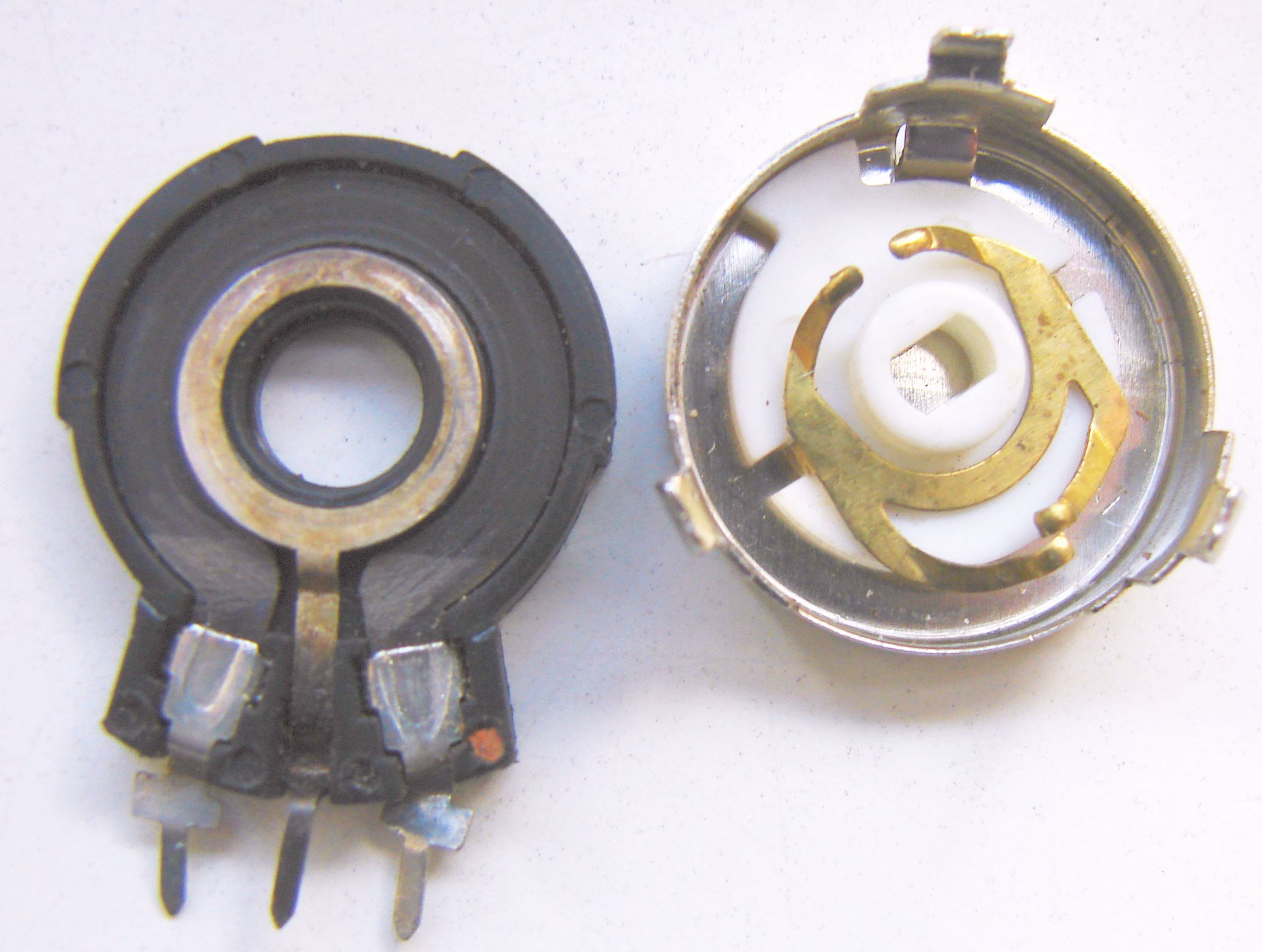